# Famille Bolloré
Pour les articles homonymes, voir Bolloré (homonymie).
La famille Bolloré est une famille française originaire de Bretagne.
Elle prend la direction, en 1861, d'une papeterie bretonne devenue par la suite une multinationale spécialisée dans l'industrie, la logistique et les médias français, le groupe Bolloré.
Depuis 1861 elle compte parmi ses membres des chefs d'entreprise, un conseiller général du Finistère, un membre du commando Kieffer et une résistante durant la Seconde Guerre mondiale.

## Histoire

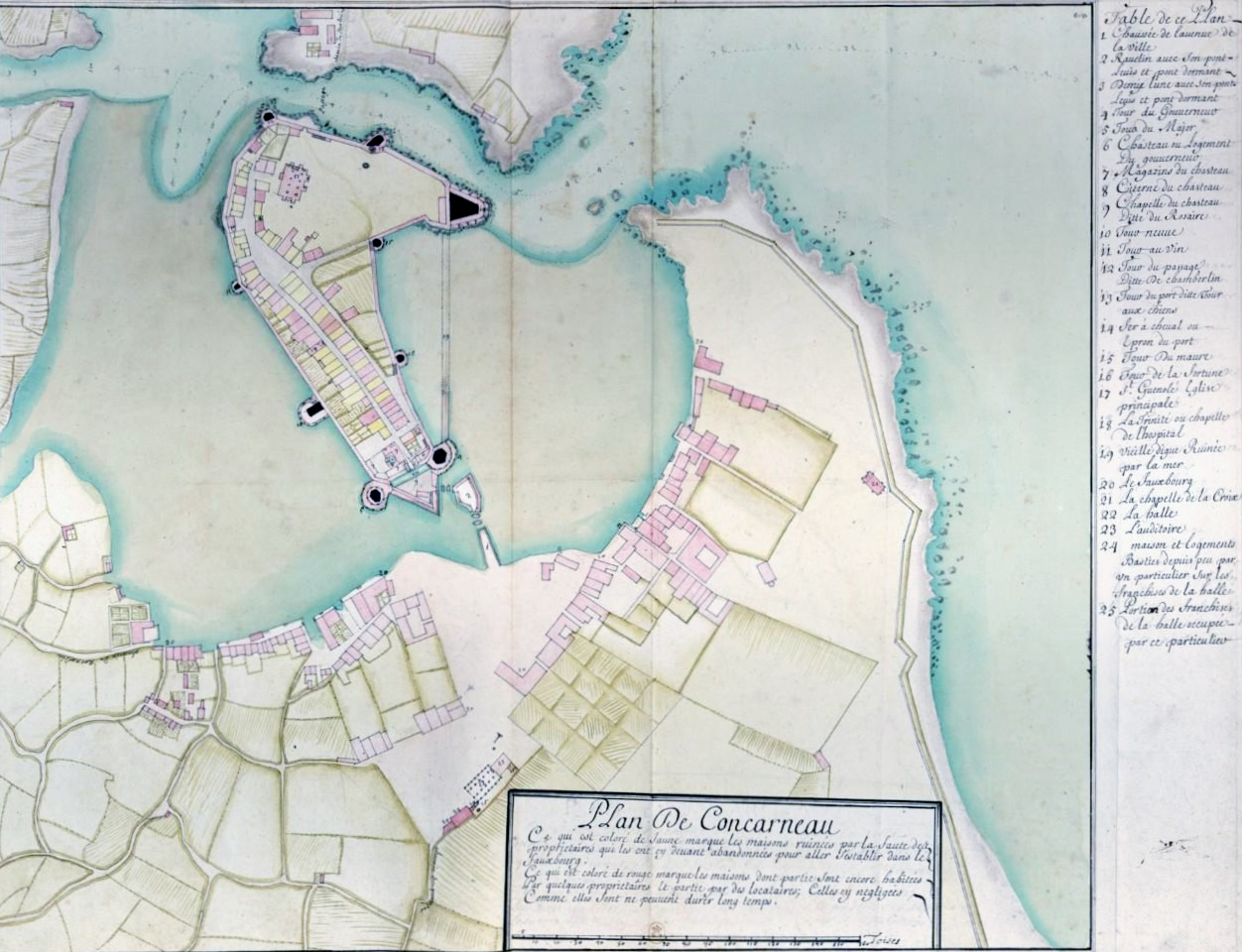
Plan de la ville de Concarneau au XVIIIe siècle.

À son origine, la famille Bolloré est une famille de marins-pêcheurs originaire de Concarneau, dans le département du Finistère. Sa généalogie débute dans les premières décennies du XIXe siècle. Les Bolloré sont des marins, puis des industriels de religion catholique[réf. obsolète]. 
La famille est composée de deux branches[réf. nécessaire] :
- La branche aînée est représentée par Thierry Bolloré, directeur général par intérim du groupe Renault de 2018 à 2019, et, depuis 2020, directeur général du groupe Jaguar Land Rover, filiale du groupe automobile indien Tata Motors.

- La branche cadette descend de Jean-René Bolloré (1818-1881), orphelin de père et de mère à vingt ans. Il voyage en mer Méditerranée, au Brésil, puis en Chine, rédigeant un journal de bord : « Voyage en Chine et autres lieux ». En 1850, il passe sa thèse de docteur en médecine à Paris et est diplômé de l'École de médecine navale de Brest. Il épouse sa cousine Élisabeth Bolloré. À la suite de l'attaque cérébrale de son oncle, Nicolas Le Marié (1797-1870), due à une chute en 1861, il devient directeur de la papeterie de ce dernier à laquelle il donne le nom de Bolloré et qu'il dirige jusqu'à sa mort en 1881. Il est l'inventeur du papier mince à cigarettes OCB[2].  Il est conseiller général du Finistère de 1871 à 1877.

En 1910, René Bolloré fait construire, à l'est de Quimper, le manoir d'Odet à Ergué-Gabéric[réf. souhaitée].

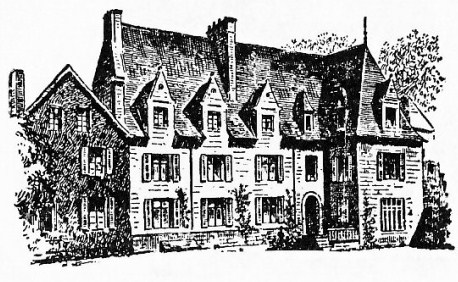
Le manoir d'Odet.

Gwenn-Aël Bolloré et son cousin germain, Marc Thubé, font partie du Commando Kieffer, seul bataillon français (177 hommes) du Débarquement de Normandie. Un autre membre de la famille fait partie du régiment de chasse Normandie-Niémen.
Vincent Bolloré, né en 1952, est l'actuel "chef" de la branche cadette. Son père, Michel Bolloré, fut résistant durant la Seconde Guerre mondiale[réf. nécessaire] et sa grand-mère maternelle, Nicole Goldschmidt, a rallié Charles de Gaulle à Londres et la Résistance dans les services secrets de la France libre. Après guerre, sous la couverture de la Croix-Rouge, elle poursuit une longue carrière d'agent secret au sein du service action du Sdece, assurant notamment des échanges avec ses homologues israéliens. En 2014, il prend le contrôle de la société Vivendi dans le secteur de l'édition et des médias.

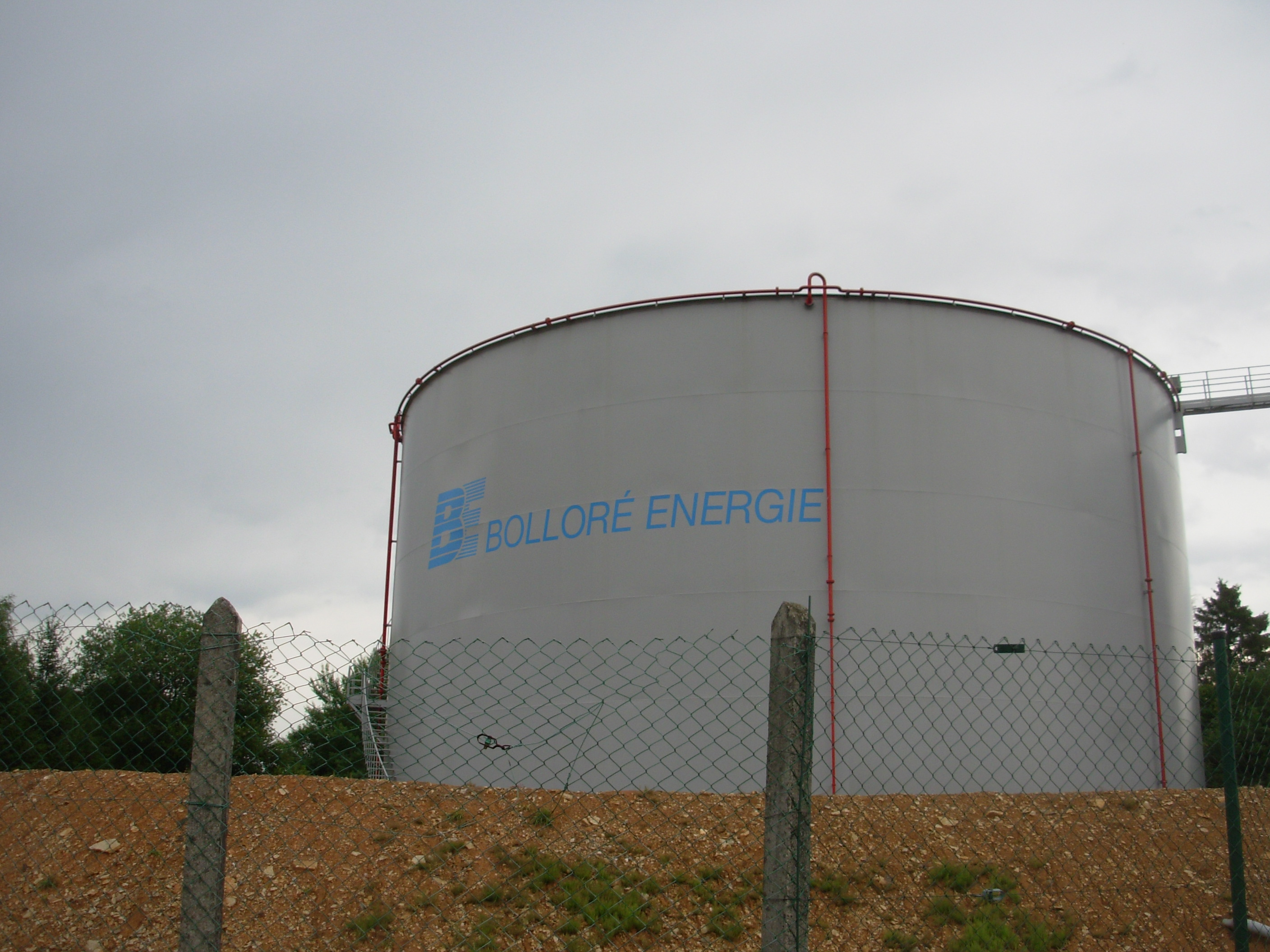
Groupe Bolloré.

Vincent Bolloré est classé 14e fortune française en 2021. 
En 2022, le groupe Bolloré, dirigé par Cyrille Bolloré, fils de Vincent Bolloré, prend le contrôle du groupe Lagardère, toujours dans le secteur de l'édition et des médias.

## Liens de filiation entre les personnalités notoires
- François Le Marié (1754–1825)
  - Nicolas Le Marié (1797–1870), fondateur des Papeteries de l'Odet.
  - Marie Le Marié (1790–1832)
    - Jean Ier Bolloré (1820–1899)
      - Louis Ier Bolloré (1859–1922)
        - Louis II Bolloré (1896–1946)
          - Yves-Henry Bolloré (1927–2010)
            - Thierry Bolloré (1963–), directeur général par intérim du groupe Renault de 2018 à 2019, directeur général du groupe Jaguar Land Rover de 2020 à 2022.

    - Élisabeth Bolloré (1824–1904)
    - Jean-René Bolloré (1818–1881), beau-fils de Marie Le Marié, médecin et entrepreneur. Il reprend en 1861 les Papeteries de l'Odet qui deviendront les Papeteries Bolloré.
      - Charles Bolloré (1851–1925)
      - René Bolloré (Ier) (1847–1904), directeur de la papeterie d'Odet de 1881 à 1904.
        - Eugénie Belbéoc'h (1879–1959)
        - René Bolloré (II) (1885–1935), directeur de la papeterie de 1904 à 1935 et fondateur de la marque OCB.
          - René Bolloré (III) (1911–1999), Français libre pendant la Seconde Guerre mondiale, à la tête des Papeteries Bolloré de 1935 à 1974.
          - Jacqueline Cloteaux (1914–2002)
          - Michel Bolloré (1922–1997), président-directeur général du groupe Bolloré de 1974 à 1976.
            - Chantal Bolloré (1943–), membre du conseil d'administration du groupe Bolloré.
            - Françoise Bolloré (1944–)
            - Michel-Yves Bolloré (1945–)
            - Laurence Bolloré (1948–)
            - Vincent Bolloré (1952–), président-directeur général du groupe Bolloré de 1981 à 2019 et président du conseil de surveillance de Vivendi de 2014 à 2018.
              - Sébastien Bolloré (1978–), administrateur du groupe Bolloré et de Gameloft et membre du conseil de surveillance de Vivendi.
              - Yannick Bolloré (1980–), président-directeur général d'Havas depuis 2013, président du conseil de surveillance de Vivendi depuis 2018, vice-président et administrateur du groupe Bolloré depuis 2019 et administrateur du groupe Lagardère depuis 2023.
              - Cyrille Bolloré (1985–), président-directeur général du groupe Bolloré depuis 2019, président-directeur général de Bolloré Transport & Logistics depuis 2016 et membre du conseil de surveillance de Vivendi.
              - Marie Bolloré (1988–), présidente de Blue Systems, filiale du groupe Bolloré dans les batteries électriques.

          - Gwenn-Aël Bolloré (1925–2001), membre des commandos Kieffer pendant la Seconde Guerre mondiale, puis vice-président des Papeteries Bolloré de 1952 à 1974

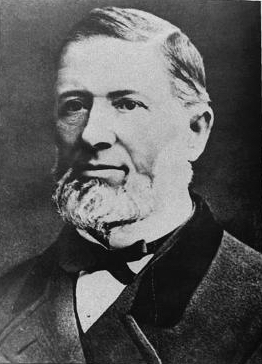
Jean-René Bolloré (1818-1881).
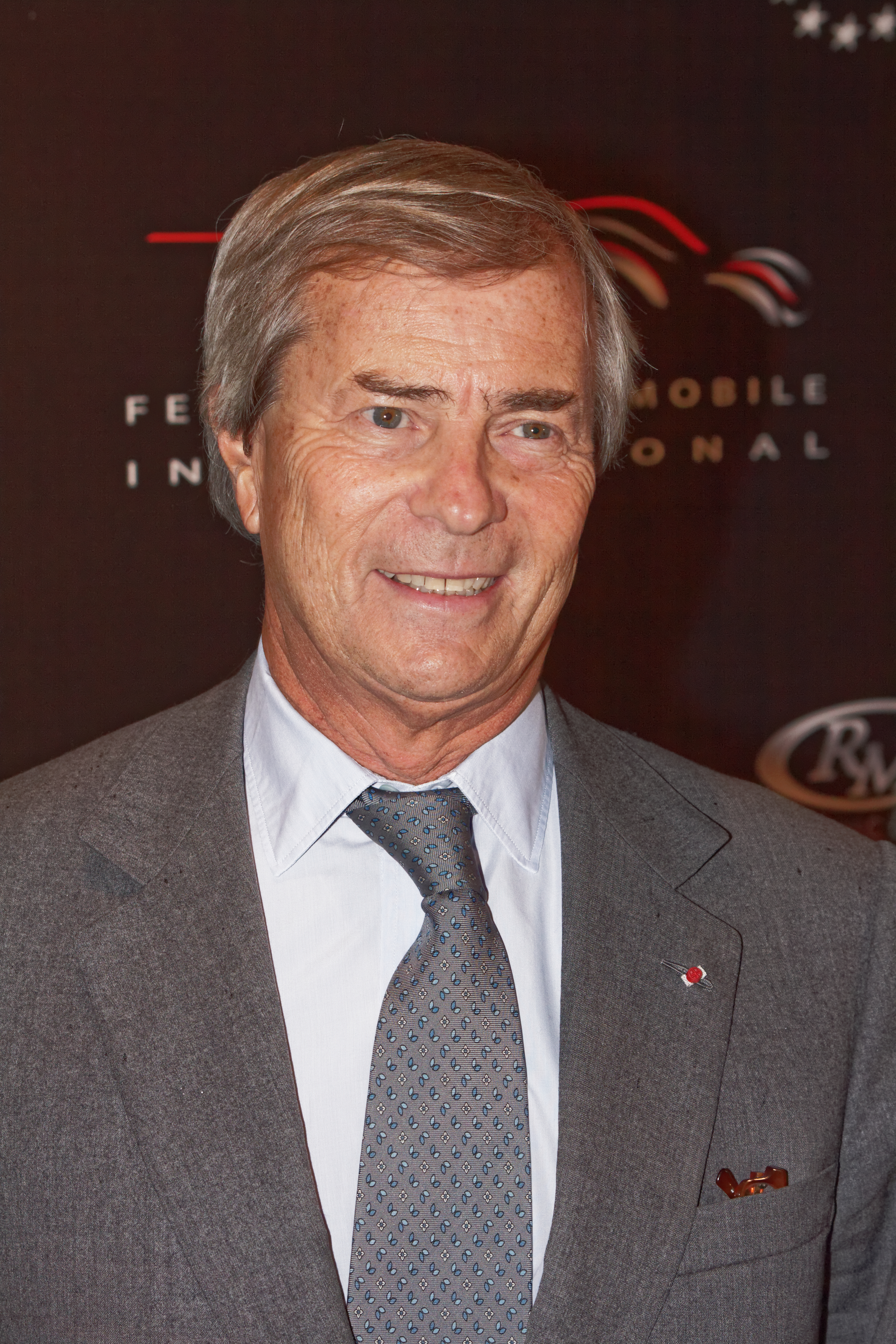
Vincent Bolloré (né en 1952).
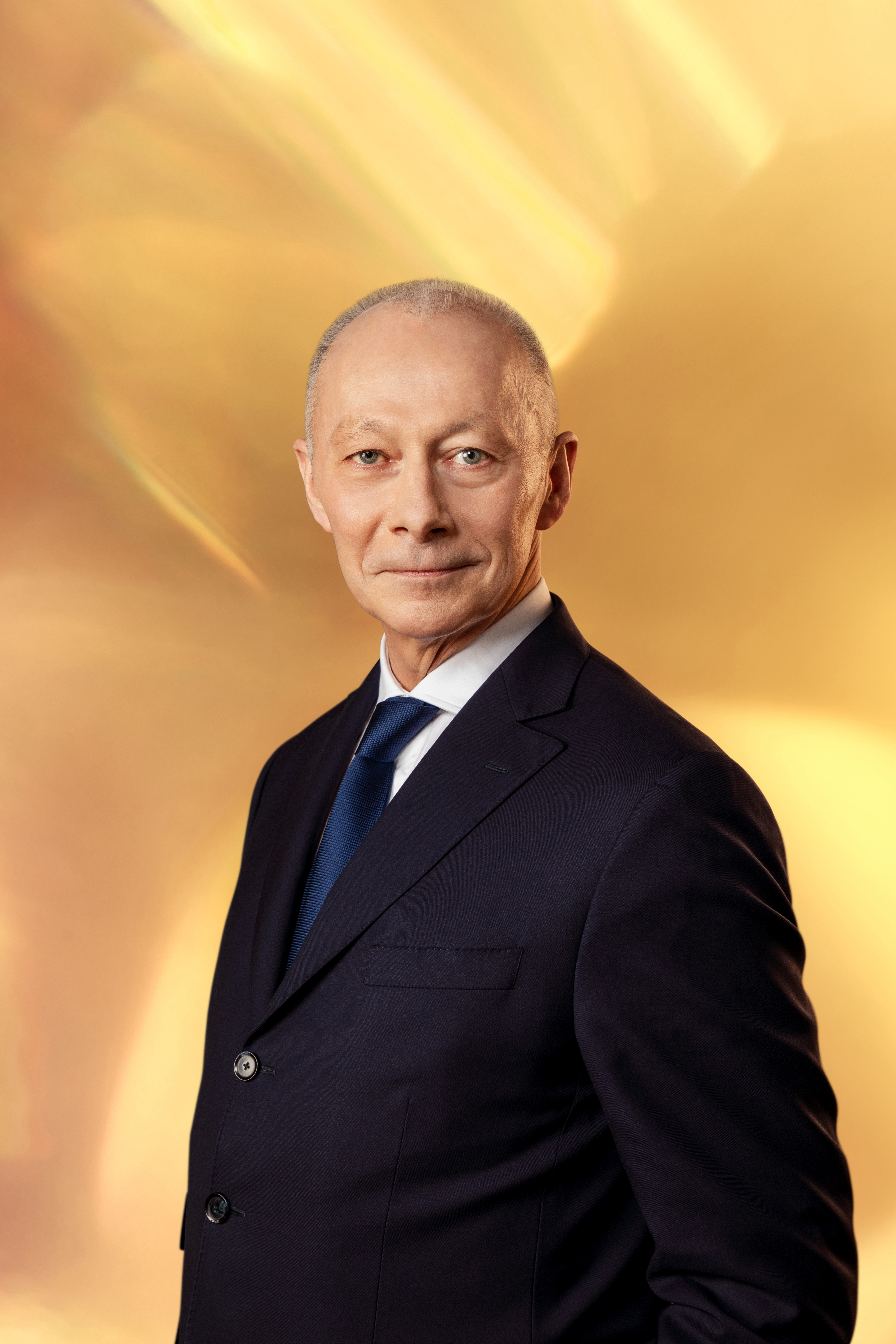
Thierry Bolloré (né en 1963).
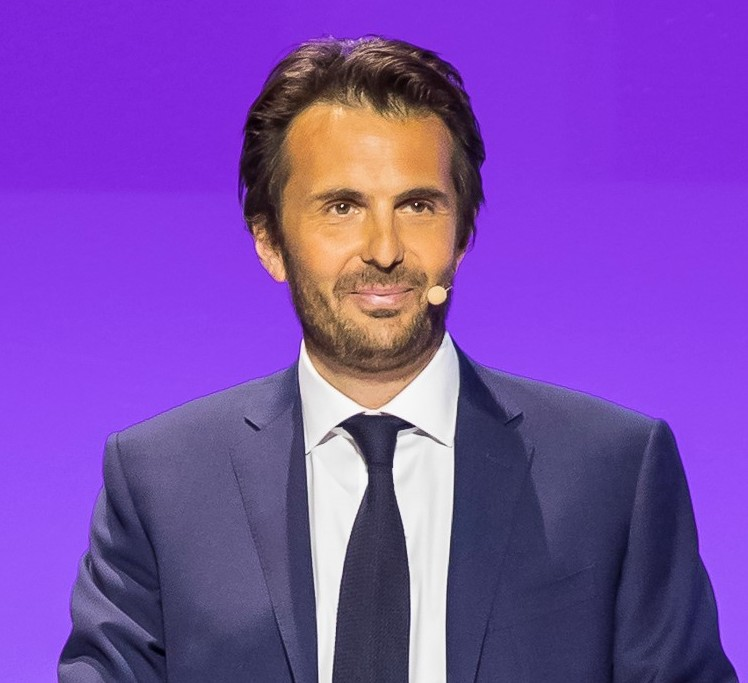
Yannick Bolloré (né en 1980).

## Demeures
- Le Manoir d'Odet, à Ergué-Gabéric (Finistère), depuis 1910.
- Une maison au sein de la villa Montmorency à Paris 16e.

## Fortune
Le tableau suivant montre l'évolution récente de la fortune professionnelle de la famille Bolloré :
| Année | Montant (millions d'euros) | Source     | Commentaires          |
| ----- | -------------------------- | ---------- | --------------------- |
| 2007  | 4 317                      | Challenges |                       |
| 2008  | 2 976                      | Challenges |                       |
| 2009  | 2 195                      | Challenges |                       |
| 2010  | 2 900                      | Challenges |                       |
| 2011  | 3 800                      | Challenges |                       |
| 2012  | 3 610                      | Challenges | 11e fortune de France |
| 2013  | 8 055                      | Challenges |                       |
| 2014  | 9 956                      | Challenges |                       |
| 2015  | 11 140                     | Challenges | 9e fortune de France  |
| 2016  | 7 200                      | Challenges |                       |
| 2017  | 7 700                      | Challenges |                       |
| 2018  | 7 800                      | Challenges |                       |
| 2019  | 7 300                      | Challenges |                       |
| 2020  | 5 700                      | Challenges | 17e fortune de France |
| 2021  | 8 200                      | Challenges | 14e fortune de France |

Le magazine Forbes classe la famille Bolloré 538e fortune mondiale et 20e fortune française en 2020, avec environ 4,5 milliards de dollars. En avril 2021 la famille Bolloré est classée 538e mondiale et 14e française avec 5,8 milliards d'euros.

## Pour approfondir